# Weinstadt
Weinstadt város Németországban, azon belül Baden-Württembergben. Lakosainak száma 27 245 fő (2023. december 31.).

## Városrészei

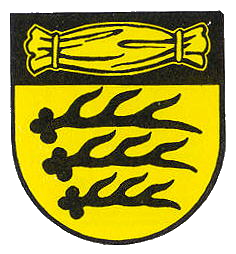
Beutelsbach
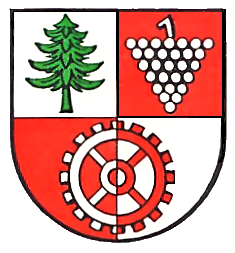
Endersbach
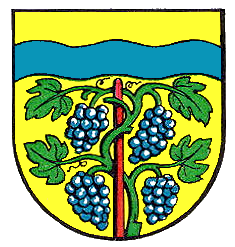
Großheppach
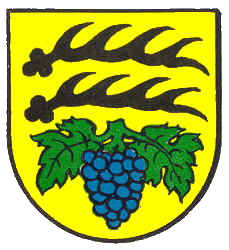
Schnait
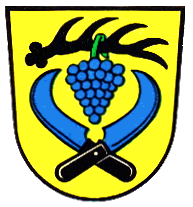
Strümpfelbach im Remstal

## Története
1975-ben egyesítették Beutelsbach, Endersbach, Großheppach und Schnait.
1979-ben a település város lett.

## Galéria

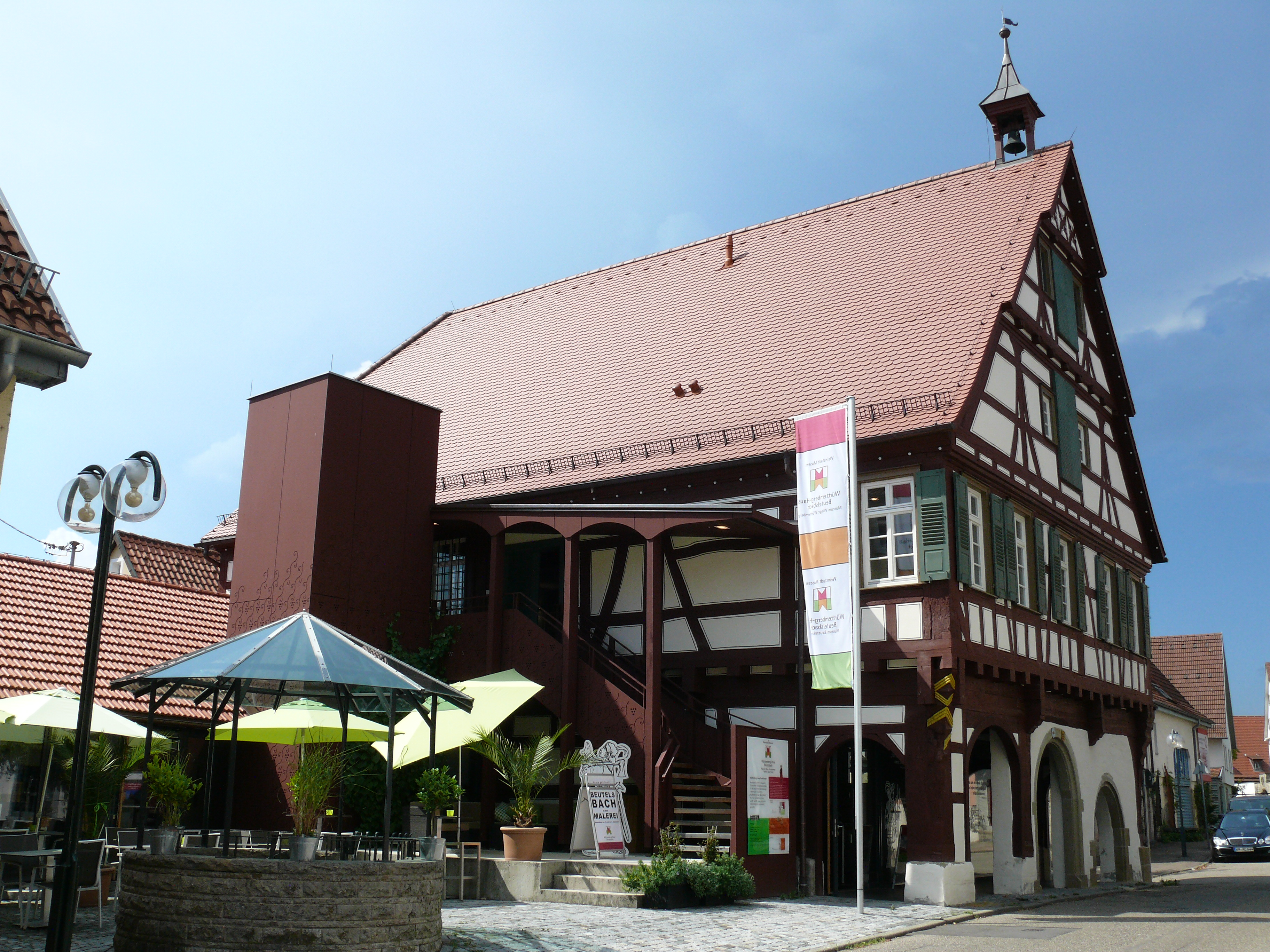
Beutelsbachi régi tanácsház (Württemberg-Haus)
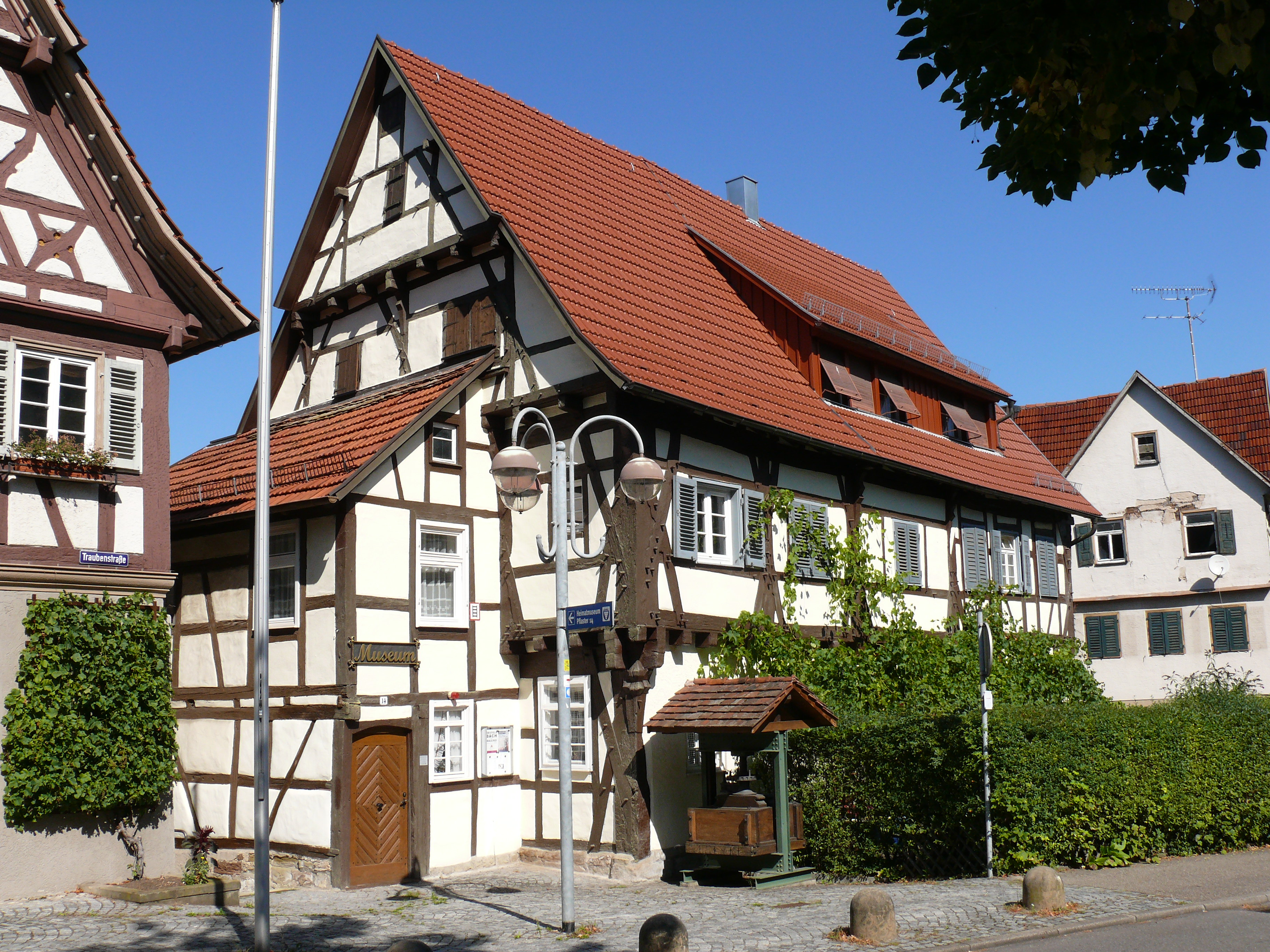
Pflasteri múzeum
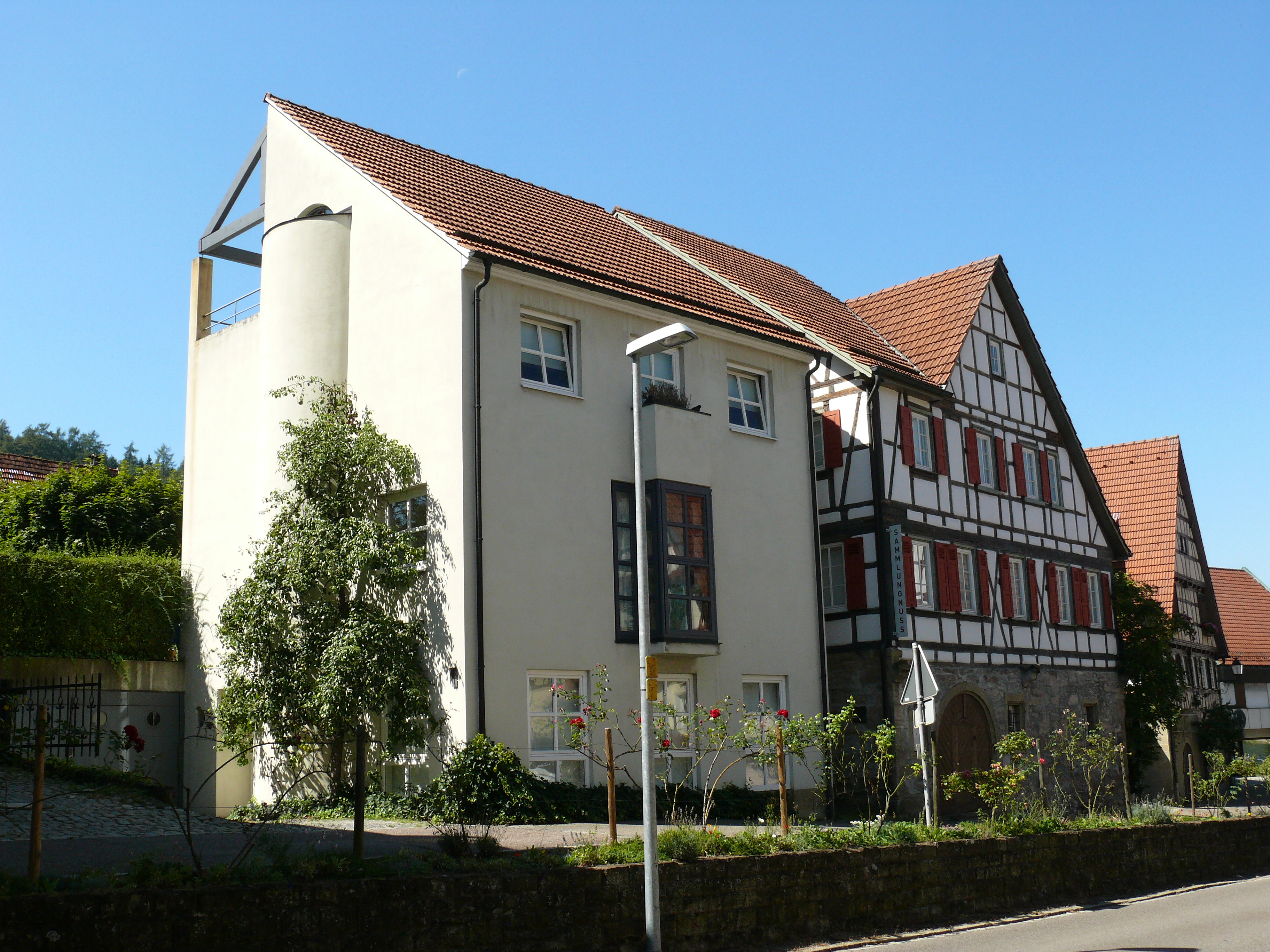
Strümpfelbachi múzeum
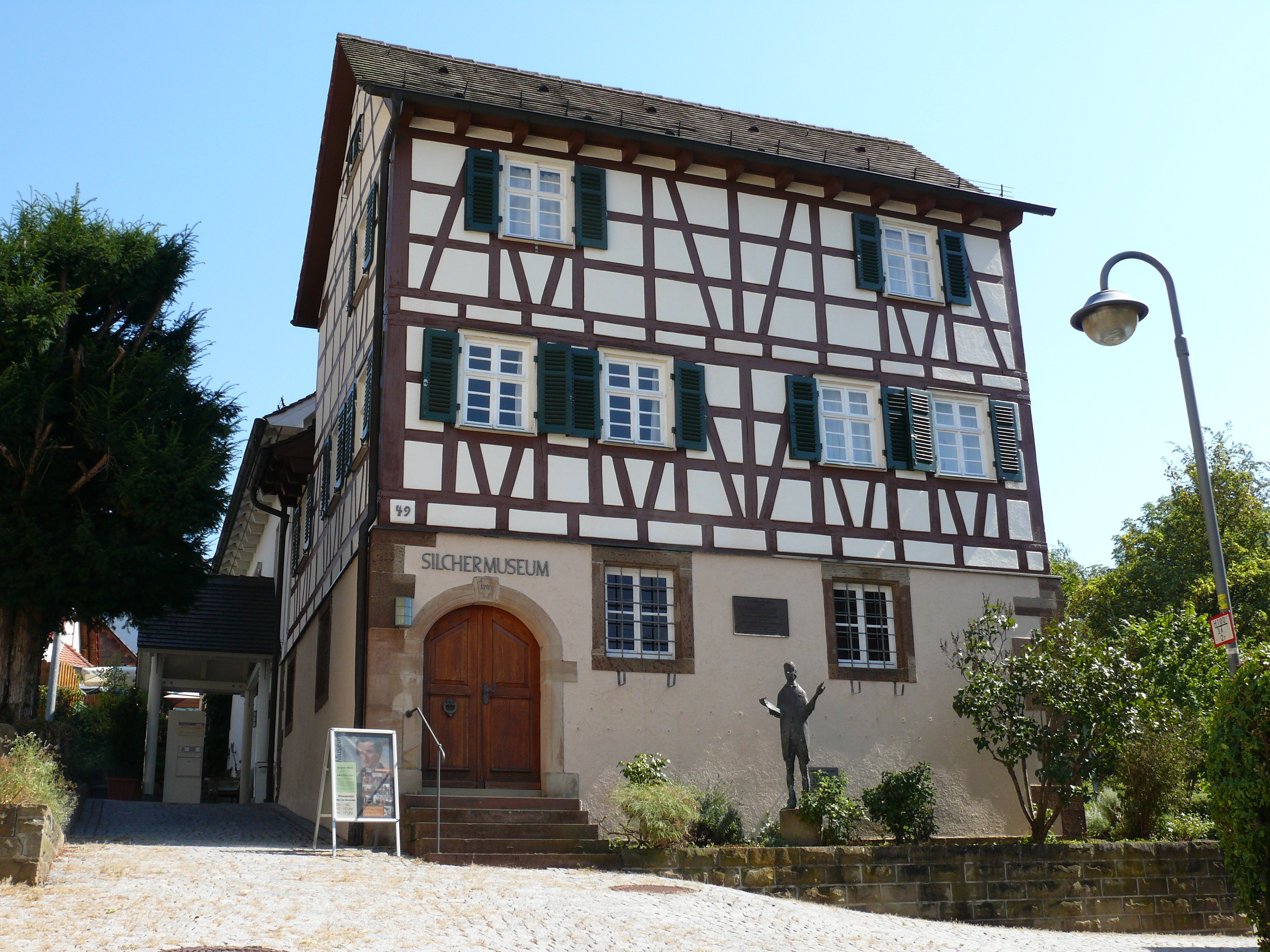
Schnaiti múzeum
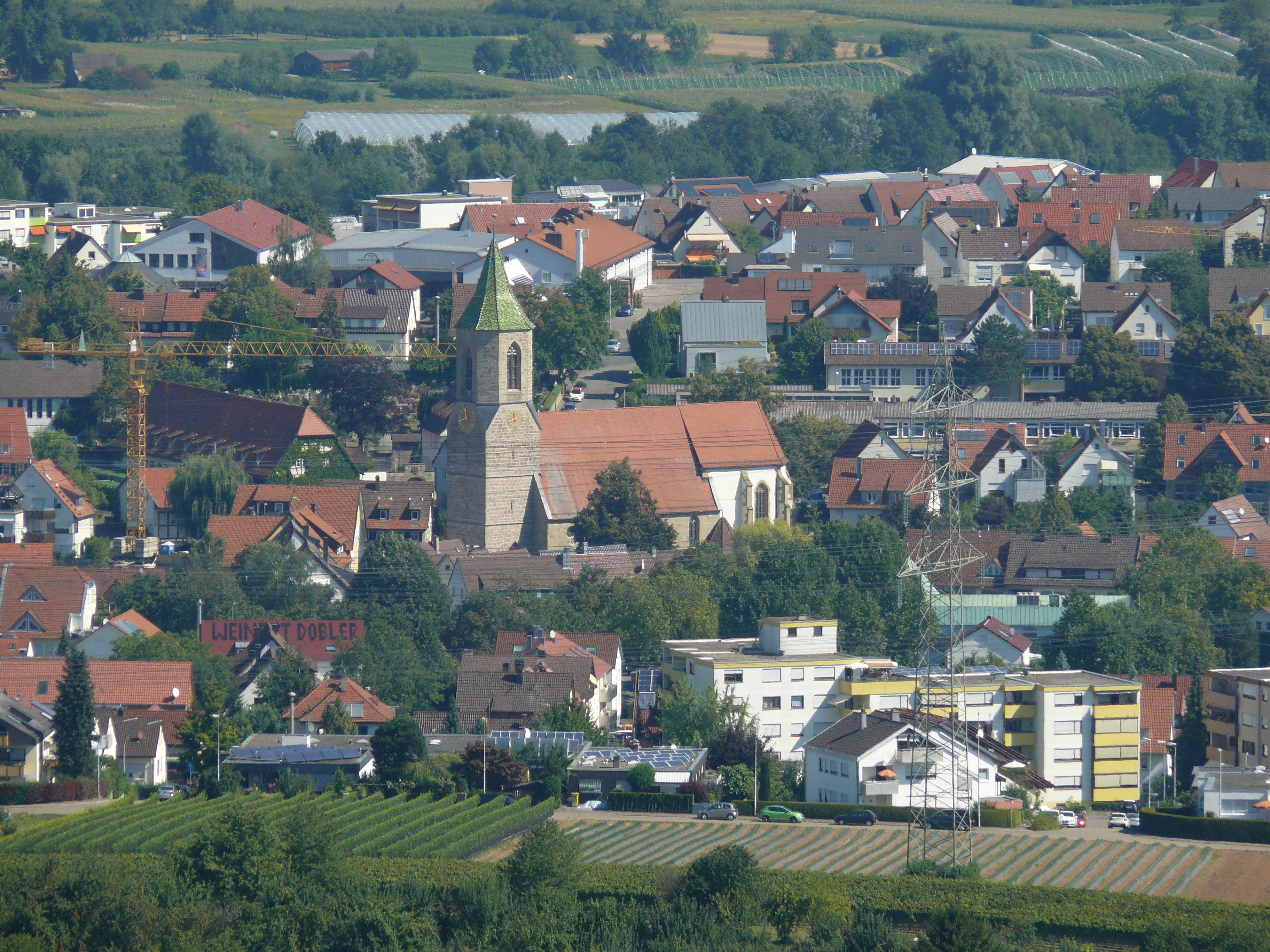
Beutelsbachi templom
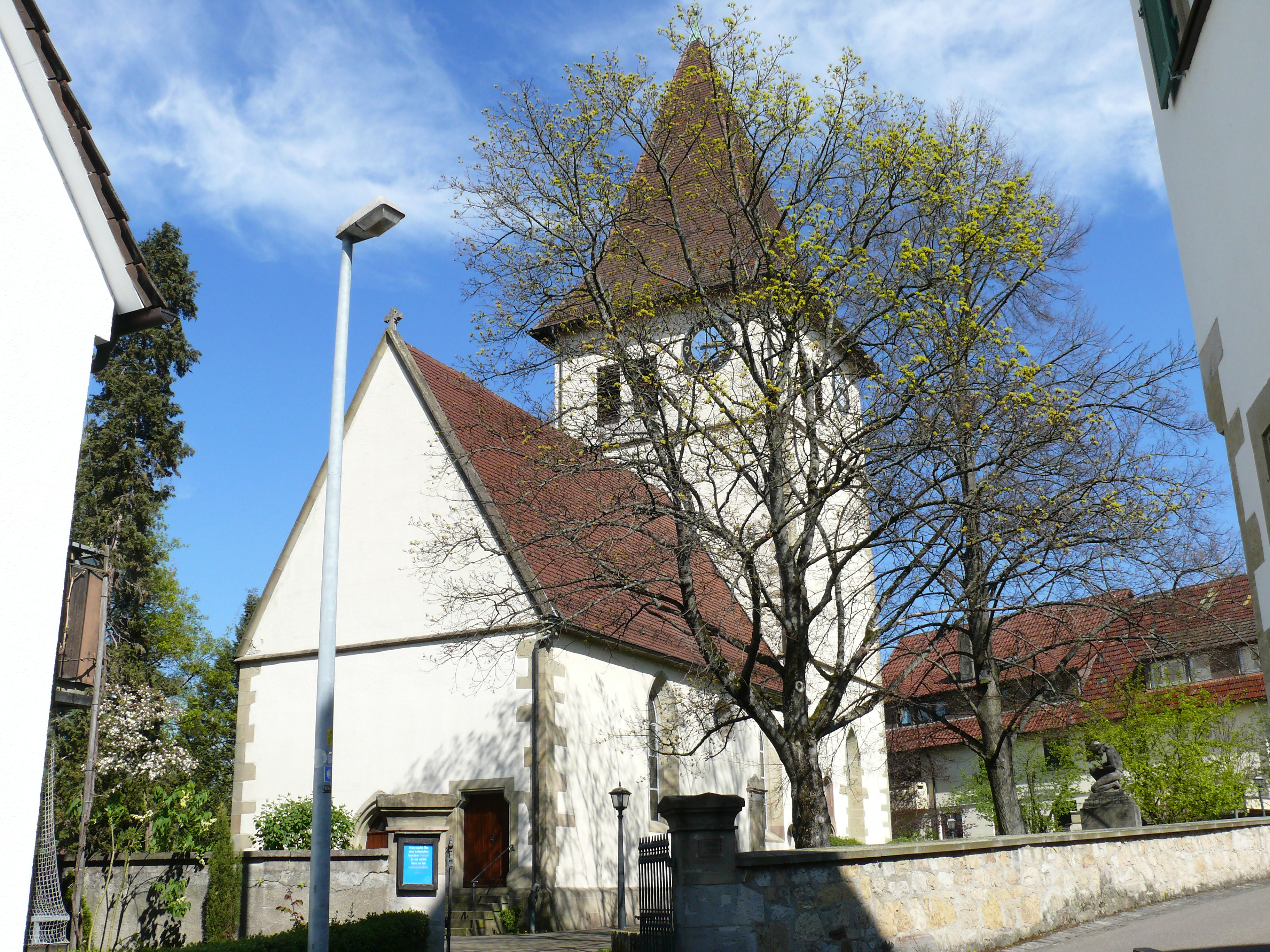
Endersbachi templom
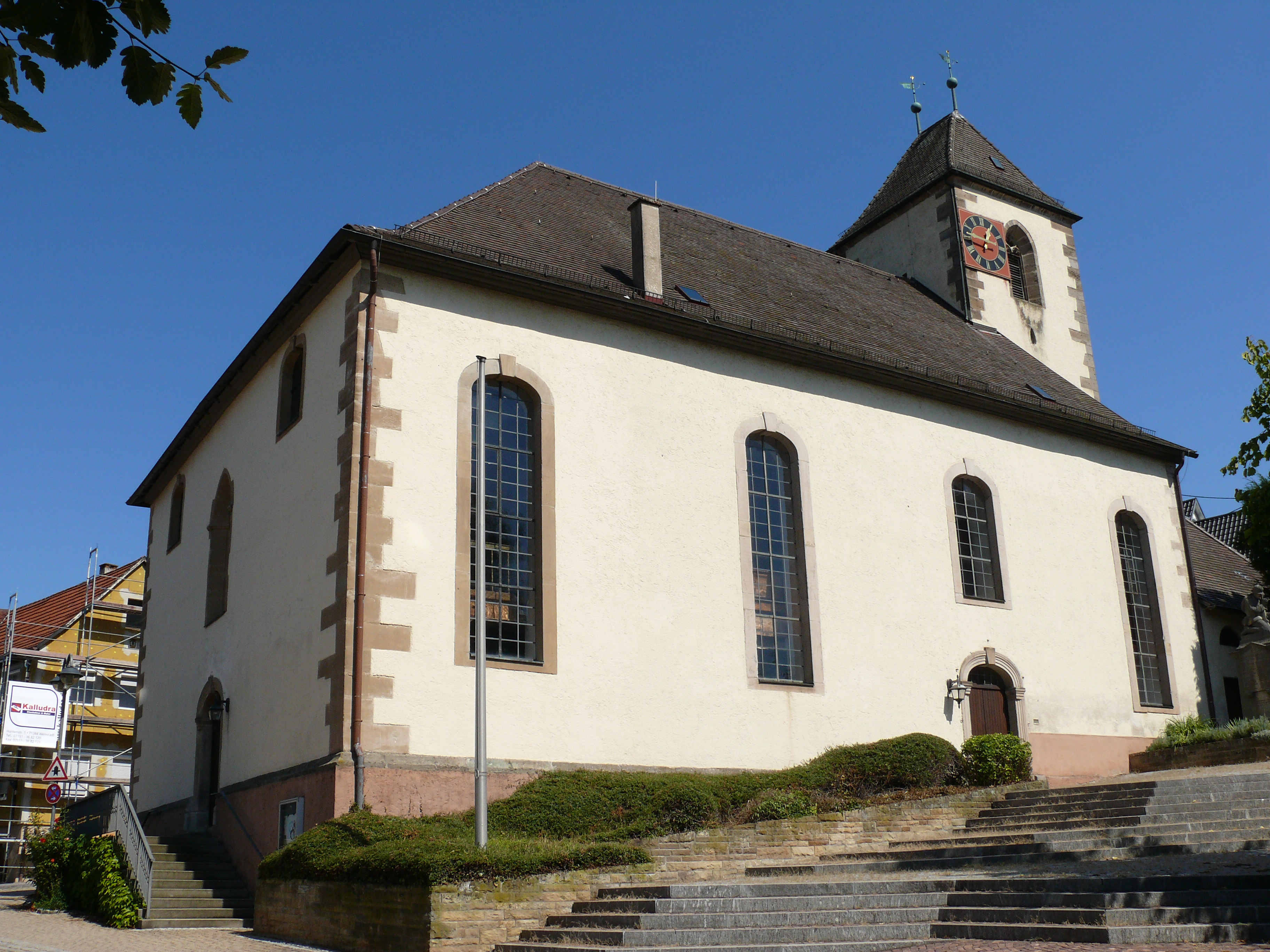
Schnaiti templom
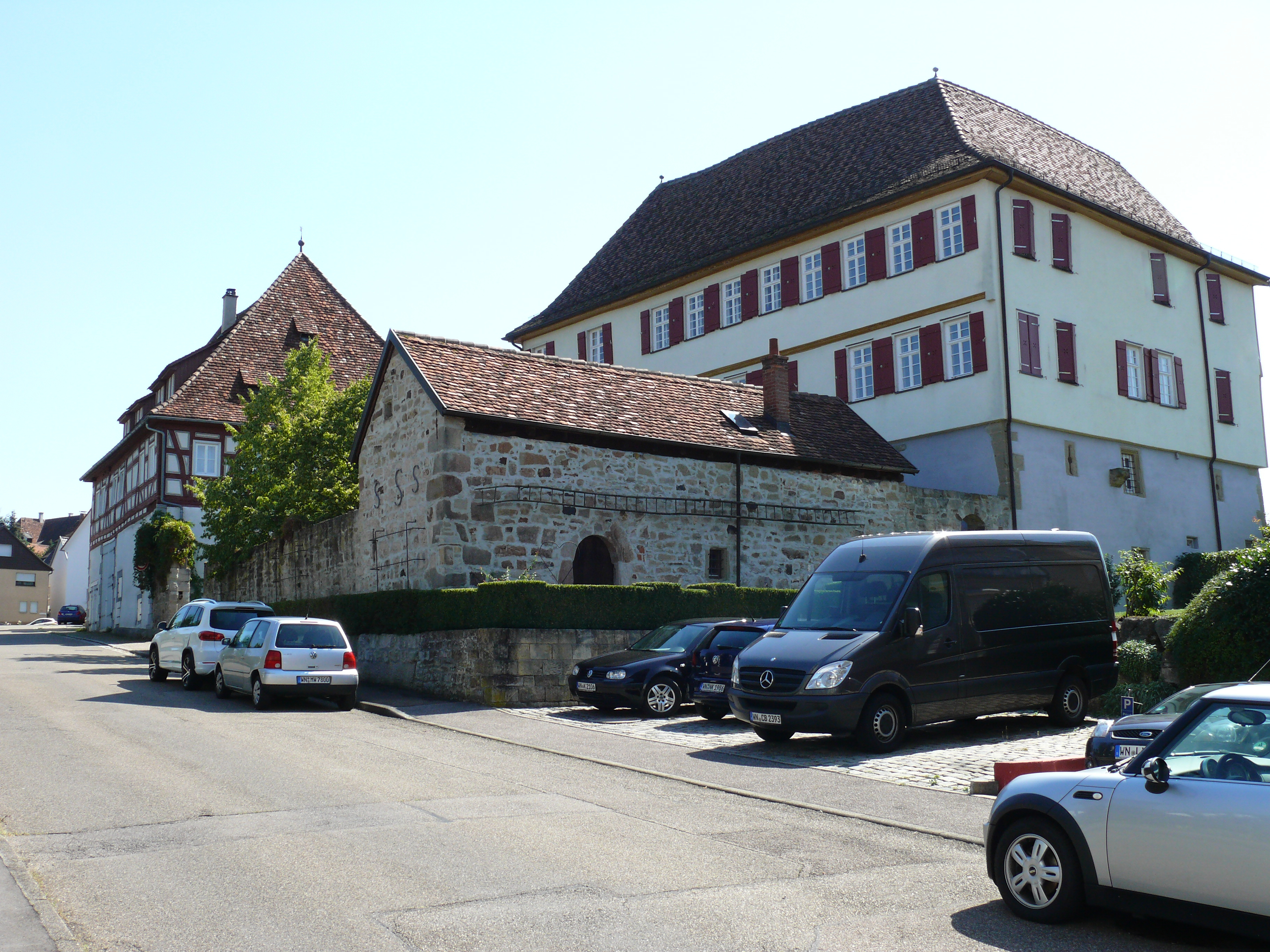
Schnaiti kastély
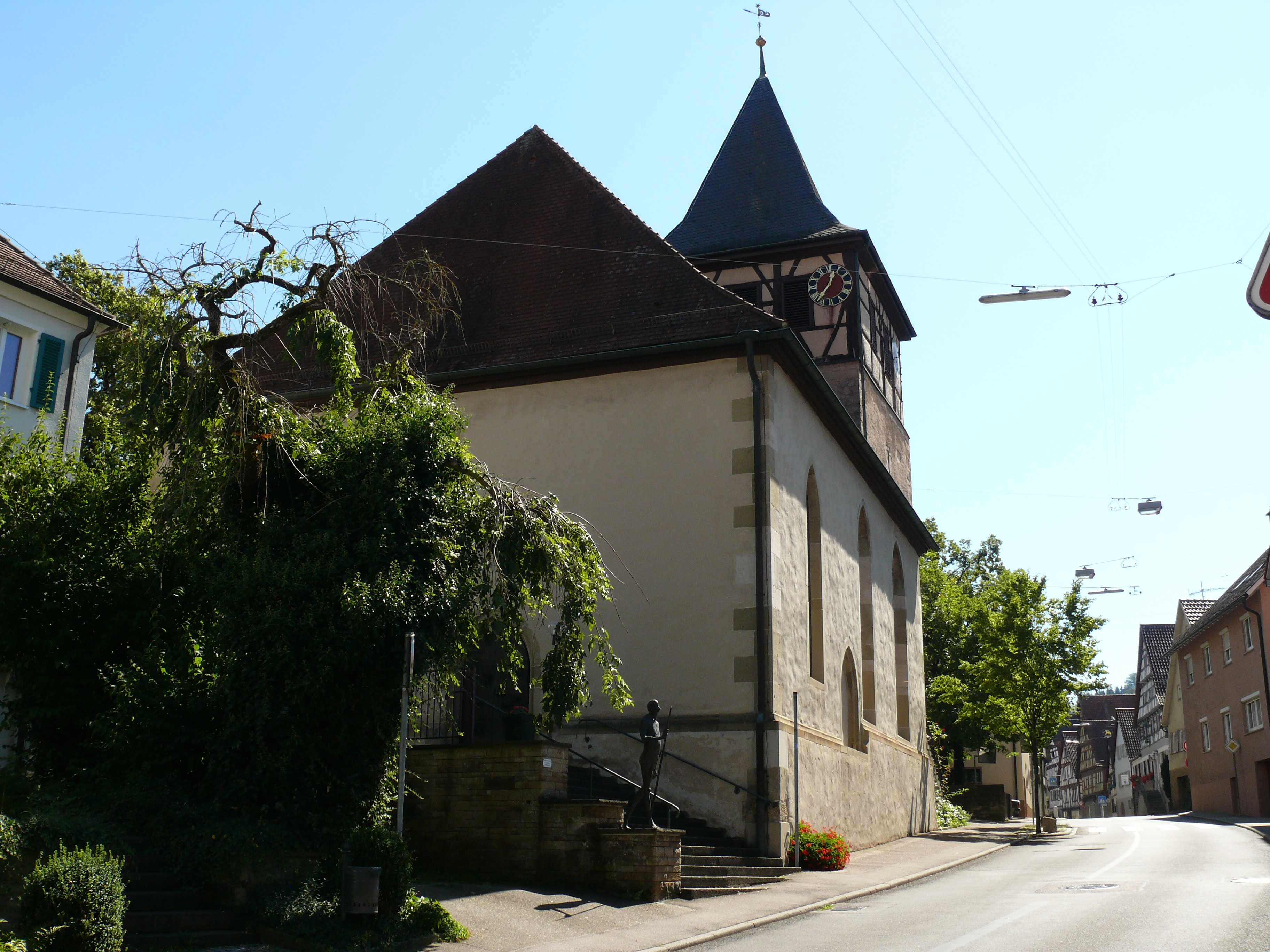
Strümpfelbachi templom
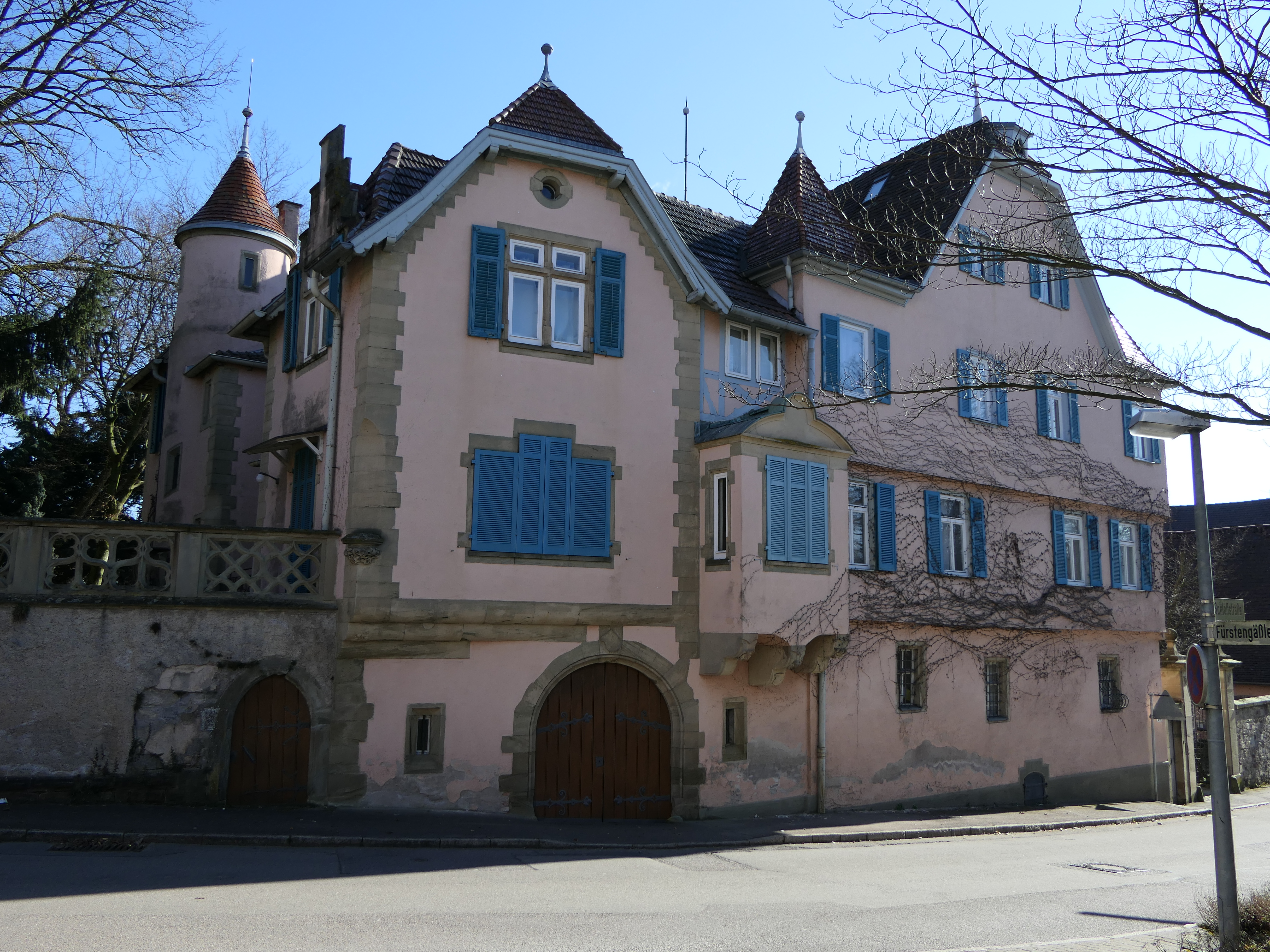
Grossheppachi kastély

## Népesség
A település népessége az elmúlt években az alábbi módon változott:
| Lakosok száma | 12 966 | 16 862 | 21 646 | 23 375 | 23 229 | 24 664 | 25 643 | 26 420 | 26 177 | 27 245 |
|               | 1961   | 1968   | 1974   | 1981   | 1987   | 1994   | 2000   | 2007   | 2013   | 2023   |